# Itambé, Bahia
Itambé är en stad och kommun i Brasilien.   Den ligger i delstaten Bahia, i den östra delen av landet, 800 km öster om huvudstaden Brasília. Antalet invånare är 23 106.
Omgivningarna runt Itambé är huvudsakligen savann. Runt Itambé är det ganska glesbefolkat, med 25 invånare per kvadratkilometer.